# Zielony krzyż (broń chemiczna)
Zielony krzyż (niem. Grünkreuz, Grünkreuzkampfstoff) – oznaczenie duszących bojowych środków trujących stosowanych przez Niemcy w okresie I wojny światowej. Nazwa wzięła się od symbolu zielonego krzyża malowanego na pociskach chemicznych wypełnionych środkami działającymi na drogi oddechowe i odznaczającymi się wysoką prężnością par. Było to pierwsze oznaczenie, spośród czterech różnobarwnych krzyży, stworzone na potrzeby artylerzystów do szybkiego odróżniania pocisków chemicznych od konwencjonalnych, a z czasem także poszczególnych ich rodzajów. W czasie wojny Niemcy wyprodukowały łącznie około 12 000 000 pocisków wszystkich kalibrów ze środkami duszącymi.
Zielony krzyż 1 składał się tylko z difosgenu lub też w mieszaninie z chloropikryną lub bromometyloetyloketonem. Zielony krzyż 2 zawierał 60% fosgenu, 30% difosgenu i 10% difenylochloroarsyny. Na zielony krzyż 3 składały się etylodichloroarsyna i etylodibromoarsyna, które początkowo znajdowały się w żółtym krzyżu, jednak nie miały wystarczającego działania parzącego. Oprócz tego w zielonym krzyżu mogły znajdować się chlorek fenylokarbylaminy i tiofosgen. Pociski z fosgenem, które zawierały zwiększoną ilość materiału wybuchowego, oznaczane były podwójnym zielonym krzyżem.